# FAI World Grand Prix
FAI World Grand Prix es un gran premio de acrobacia aérea organizado por la Federación Aeronáutica Internacional.

## Campeonatos
| #     | Evento                                        | Localización                                 | Año  | Notas                           |
| ----- | --------------------------------------------- | -------------------------------------------- | ---- | ------------------------------- |
| I     | Nippon Japanese Grand Prix                    | Tajima Airport Festival                      |      |                                 |
| II    | Chinese Grand Prix                            | Zhuhai, Airshow China                        | 1996 |                                 |
| III   | Swiss Grand Prix                              | Neuchâtel International Air & Space Festival | 1996 |                                 |
| IV    | Chinese Grand Prix                            | Shanghái                                     |      |                                 |
| V     | Chinese Grand Prix                            | Nanjing, Jiangsu Province                    |      |                                 |
| VI    | Chinese Grand Prix                            | Jinan, Shandong Province                     |      |                                 |
| VII   | Chinese Grand Prix                            | Tianjin                                      |      |                                 |
| VIII  | Chinese Grand Prix - China Cup                | Shijiazhuang, Hebei Province                 |      | cancelled/weather               |
| IX    | Chinese Grand Prix                            | Zhengzhou, Henan Province                    |      |                                 |
| X     | Nippon Japanese Grand Prix                    | Twin Ring Motegi                             |      |                                 |
| XI    | Chinese Grand Prix                            | Changsha, Hunan Province                     |      | cancelled/safety                |
| XII   | Honda Japanese Grand Prix                     | Twin Ring Motegi                             |      |                                 |
| XIII  | Chinese Grand Prix                            | Zhang Jia Jie, Hunan                         | 1999 |                                 |
| XIV   | Wuxian Chinese Grand Prix                     | Lake Taihu, Jiangsu                          |      |                                 |
| XV    | Honda Japanese Grand Prix                     | Twin Ring Motegi                             | 2000 |                                 |
| XVI   | Nippon Japanese Grand Prix                    | Twin Ring Motegi                             | 2001 |                                 |
| XVII  | Czech Grand Prix                              | Brno                                         |      |                                 |
| XVIII | Haute Voltige Aerobatics Japanese Grand Prix  | Twin Ring Motegi                             | 2002 |                                 |
| XIX   | Haute Voltige Aerobatics Japanese Grand Prix  | Twin Ring Motegi                             | 2003 | cancelled                       |
| XX    | Haute Voltige United Arab Emirates Grand Prix | Al Ain                                       | 2004 |                                 |
| XXI   | United Arab Emirates Grand Prix               | Al Ain Aerobatic Show, United Arab Emirates  | 2005 | Grand Prix of the FAI Centenary |
| XXII  | Swiss Grand Prix                              | Lausanne                                     | 2005 | FAI Centenary Air Show          |
| XXIII | United Arab Emirates Grand Prix               | Al Ain Aerobatic Show                        | 2006 |                                 |
| XXIV  | Haute Voltige Aerobatics Japanese Grand Prix  | Twin Ring Motegi                             | 2006 |                                 |
| XXV   | Russian Grand Prix                            | Zhukovsky, Moscow Area                       | 2007 |                                 |
| XXVI  | Haute Voltige Aerobatics Japanese Grand Prix  | Twin Ring Motegi                             |      |                                 |